# Seis días de Essen
Los Seis días de Essen era una carrera de ciclismo en pista, de la modalidad de seis días, que se disputaba en Essen (República Federal de Alemania). Su primera edición data de 1960 y se disputó hasta 1967.

## Palmarés
| Año  | Ganadores                           | Segundos                       | Terceros                               |
| ---- | ----------------------------------- | ------------------------------ | -------------------------------------- |
| 1960 | Hans Jarosczewicz Günther Ziegler   | Klaus Bugdahl Gerrit Schulte   | Reginald Arnold Ferdinando Terruzzi    |
| 1961 | Reginald Arnold Ferdinando Terruzzi | Rudi Altig Hans Junkermann     | Klaus Bugdahl Jean Roth                |
| 1962 | Klaus Bugdahl Fritz Pfenninger      | Rudi Altig Hans Junkermann     | Emile Severeyns Rik Van Steenbergen    |
| 1963 | Rudi Altig Hans Junkermann          | Peter Post Rik Van Steenbergen | Klaus Bugdahl Fritz Pfenninger         |
| 1964 | Rudi Altig Hans Junkermann          | Klaus Bugdahl Sigi Renz        | Palle Lykke Jensen Rik Van Steenbergen |
| 1965 | Peter Post Rik Van Steenbergen      | Rudi Altig Hans Junkermann     | Palle Lykke Jensen Freddy Eugen        |
| 1966 | Peter Post Fritz Pfenninger         | Klaus Bugdahl Sigi Renz        | Rudi Altig Dieter Kemper               |
| 1967 | Peter Post Fritz Pfenninger         | Sigi Renz Hans Junkermann      | Horst Oldenburg Dieter Kemper          |